# Gebhard van Supplinburg
Gebhard van Supplinburg (in de Harz, rond 1030/1035 - Langensalza, 9 juni 1075) was een Noord-Duitse graaf, die tijdens een opstand tegen keizer Hendrik IV van het Heilige Roomse Rijk sneuvelde in de Slag bij Langensalza. 
Zijn zoon, Lotharius III van Supplinburg, was ruim vijftig jaar later vanaf 4 juni 1133 tot december 1137 gedurende vier-en-half jaar keizer van het Roomse Rijk. 